# Урядова, Наталья Николаевна
Наталья Николаевна Урядова (род. 15 марта 1977, Калининград, Московская область) — российская волейболистка, член сборной России по пляжному волейболу, мастер спорта международного класса.
27 августа 2006 года в паре с Александрой Ширяевой стала первой российской чемпионкой Европы по пляжному волейболу, выиграв финальный этап Евротура, проходивший в Гааге.

## Биография
Наталья Урядова (девичья фамилия Серянина) родилась в 1977 году. Выросла в городе Королёв (ранее Калининград); училась в МПУ (Ранее МОПИ) им. Крупской на факультете «Физическая культура». Первый тренер Бадаева, Людмила Сергеевна, заслуженный тренер.
По завершении выступлений — на тренерской работе. Известные воспитанники: Васина, Анастасия.

### Личная жизнь
Два сына. Второй брак.

## Достижения

### в чемпионатах России
- 1-е место (2002 — с Ольгой Филиной, 2003, 2004 — с Анной Бобровой, 2005, 2006 — с Александрой Ширяевой);
- 2-е место (1995, 1996 — с Галиной Лысиковой, 2007, 2008 — с Александрой Ширяевой); 2009 — со Светланой Поповой)
- 3-е место (1999 — с Юлией Бакуровой).